# Saint-Avold
Saint-Avold – miejscowość i gmina we Francji, w regionie Grand Est, w departamencie Mozela.
Według danych na rok 1990 gminę zamieszkiwały 16 533 osoby, a gęstość zaludnienia wynosiła 466 osób/km² (wśród 2335 gmin Lotaryngii Saint-Avold plasuje się na 14. miejscu pod względem liczby ludności, natomiast pod względem powierzchni na miejscu 33.).
Miastem partnerskim Saint-Avold jest w Polsce Włocławek.

## Współpraca
- Fayetteville, Stany Zjednoczone
- Dudweiler, Niemcy
- Włocławek, Polska